# Bernard Cottret
Bernard Cottret   (Lo Mont, 7 de febrer de 1923 - Le Mans, 15 d'abril de 2011) fou un cantant (baix) francès.

## Biografia
Bernard Cottret va estudiar al Conservatori Nacional de Música de París. Aprofundí la seva tècnica amb Charles Panzéra. Després va seguir una carrera dedicada a la música renaixentista - després en ple redescobriment sota la direcció de Nadia Boulanger - i a la música contemporània.
El 1952 va enregistrar Oedipus Rex d'Ígor Stravinski sota la direcció del compositor, Le Devin du village de Jean-Jacques Rousseau sota la direcció de Roger Cotte, també cançons maçòniques del segle xviii.
Entre altres títols enregistrats per Bernard Cottret, L'Enfance du Christ, op. 25 d'Hector Berlioz, amb lOrquestra de la Société des Concerts du Conservatoire sota la direcció d'André Cluytens. Es va distingir, entre d'altres, per Llanto por Ignacio Sánchez Mejías de Maurice Ohana sobre un text de Federico Garcia Lorca, oratori per a baríton, recitador i orquestra que va crear el 1950. Algunes de les seves interpretacions figuren al catàleg BN-Opale Plus de la Biblioteca Nacional de França.
Durant molt de temps professor del Conservatori de Le Mans, Bernard Cottret és també el pare de l'historiador i anglicista Bernard Cottret. També se li deun 4 vocals per a veus mitjanes, Paris, H. Lemoine, 1980-1988, 2 vol.